# Бруннер, Карл (экономист)
Карл Бруннер (нем. Karl Brunner; 16 февраля 1916, Цюрих — 9 мая 1989, Рочестер, штат Нью-Йорк) — швейцарский и американский экономист, представитель монетаризма.

## Биография
Учился в Цюрихском университете и Лондонской школе экономики. В 1943 году получил докторскую степень в Цюрихском университете.
В 1949 году эмигрировал в США. Преподавал в Гарварде, Чикагском и Калифорнийском (Лос-Анджелес) университетах, университетах штата Огайо и Рочестера, Бернском университете (1974—1986). Лауреат премии Адама Смита (1984).
В 1968 ввёл термин «монетаризм», чтобы обозначить подход, выделяющий денежную массу в качестве ключевого фактора, определяющего экономическую конъюнктуру.

## Основные произведения
- «Монетаристская революция в денежной теории» (The Monetarist Revolution in Monetary Theory, 1970);
- «Деньги и экономика» (Money and the Economy, 1989; в соавторстве с А. Мелцером).